# Tarsalia ancyliformis
Tarsalia ancyliformis är en biart som beskrevs av Popov 1935. Tarsalia ancyliformis ingår i släktet Tarsalia och familjen långtungebin. Inga underarter finns listade i Catalogue of Life.

## Bildgalleri

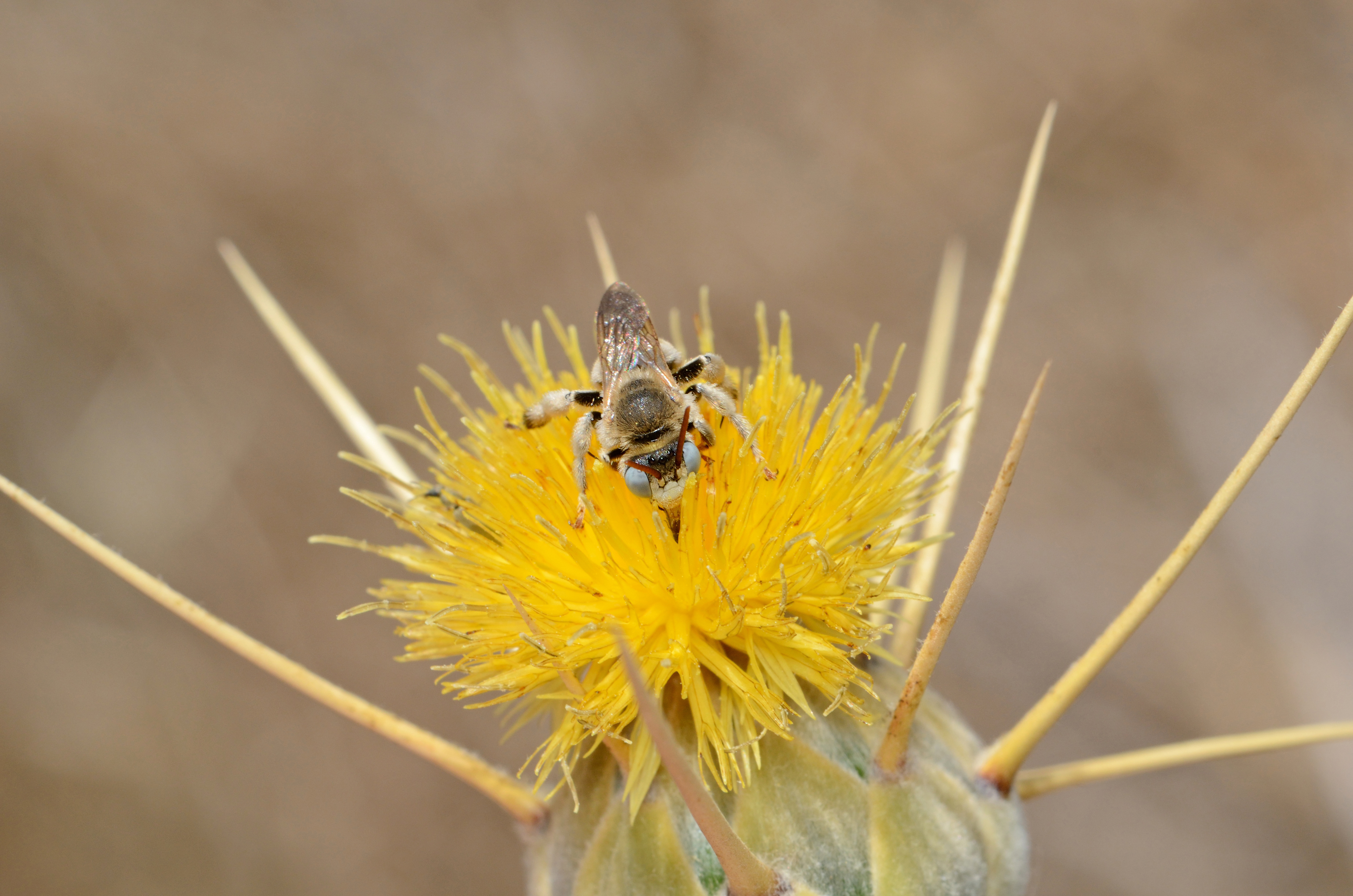
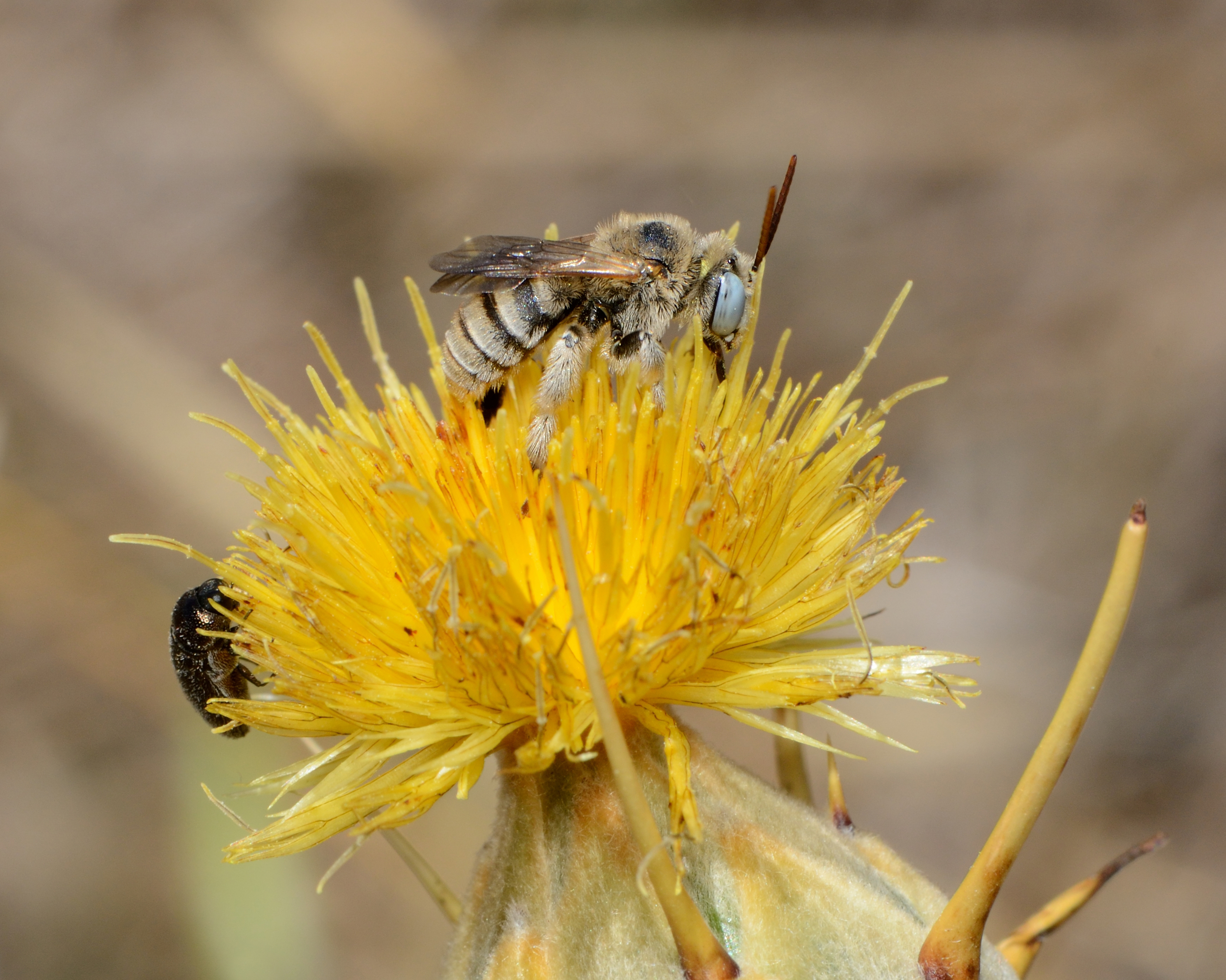
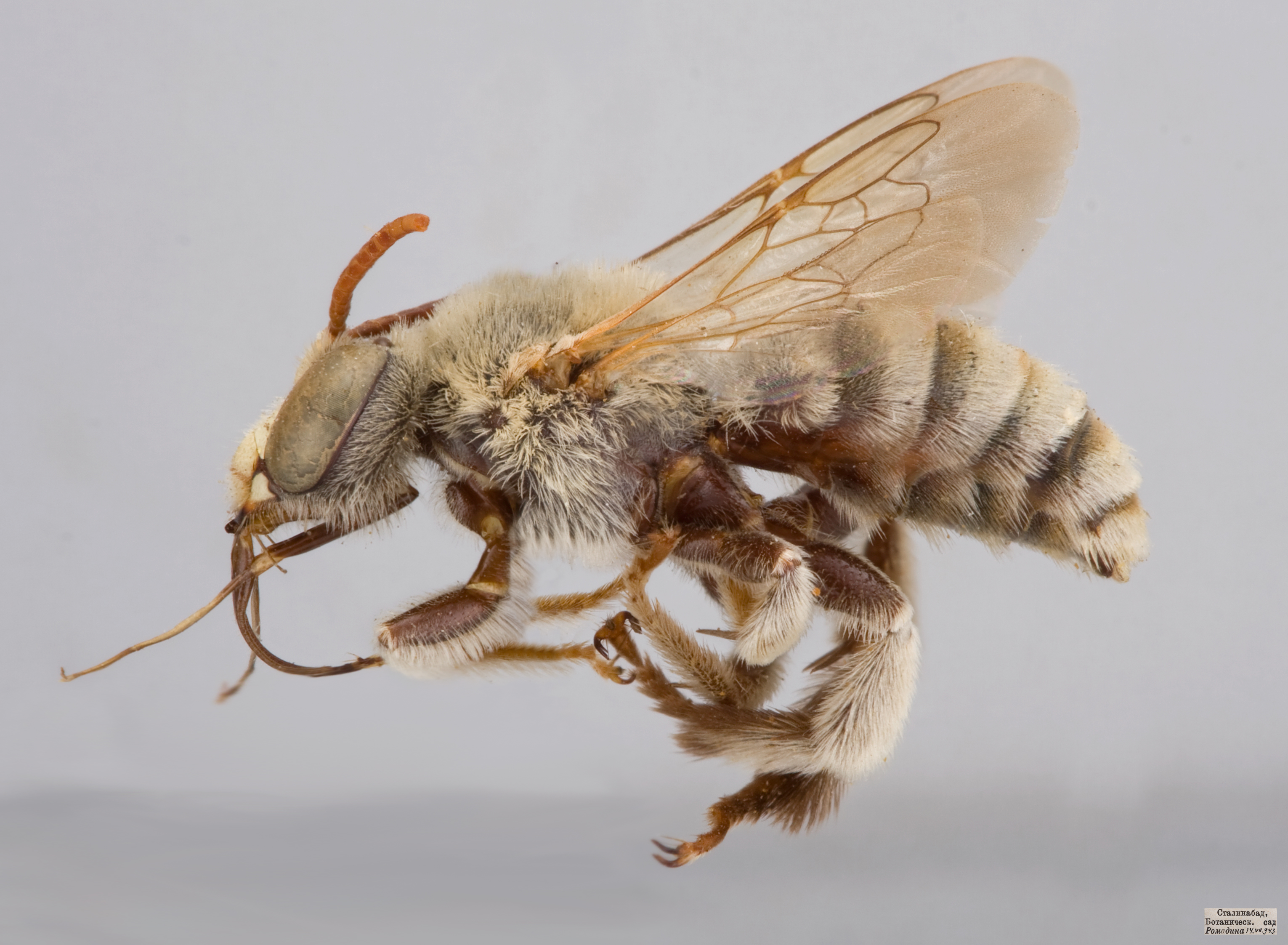